# Feldkapelle (Ettlishofen)

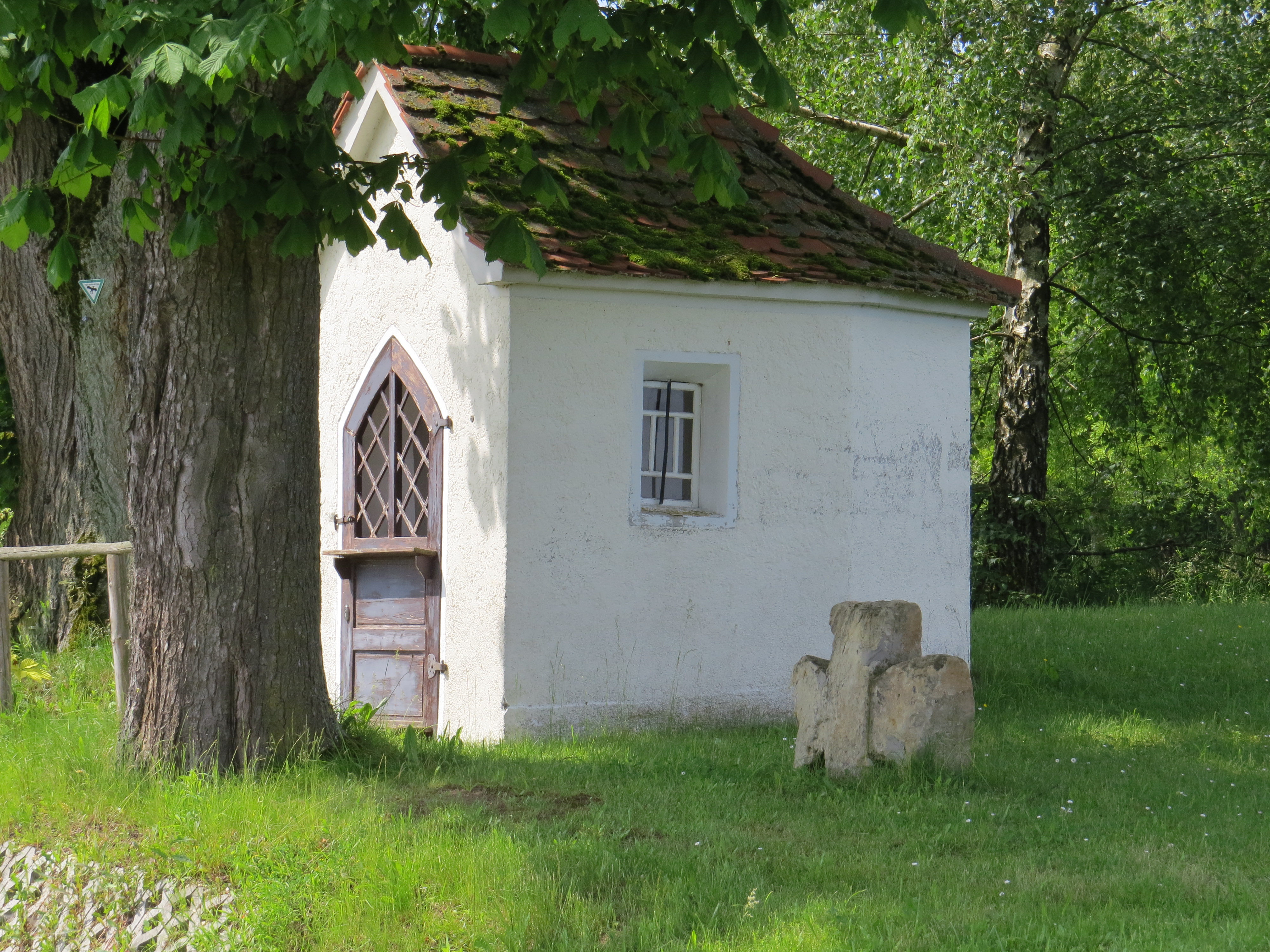
Feldkapelle in Ettlishofen

Die katholische Feldkapelle in Ettlishofen, einem Gemeindeteil von Bibertal im schwäbischen Landkreis Günzburg in Bayern, wurde vermutlich im 18. Jahrhundert errichtet. Die Kapelle am nördlichen Ortsausgang ist ein geschütztes Baudenkmal.
Der schlichte Massivbau besitzt eine historische Ausstattung.
Vor der Kapelle steht ein mittelalterliches Steinkreuz.